# Le pigeon aux petit pois
Le pigeon aux petit pois (Piccione con piselli) è un dipinto del 1911 di Pablo Picasso. Si tratta di uno dei cinque dipinti rubati dal Musée d'art moderne de la Ville de Paris il 20 maggio 2010, del valore complessivo di 10 milioni di euro.
Il ladro e il suo mandante vennero trovati l'anno successivo, e quest'ultimo disse che era stato preso dal panico a seguito di una telefonata e visita della polizia e aveva gettato il dipinto in un contenitore della spazzatura. Tuttavia, la polizia dubitò di questa affermazione.
Una copia di questo dipinto appare nel film di James Bond, Spectre. e in "The Accountant 2" con Ben Affleck.